# Caolin Blade
Pour les articles homonymes, voir Blade.

a Compétitions nationales et continentales officielles uniquement.

b Matchs officiels uniquement.
Dernière mise à jour le 24 mai 2023.
Caolin Blade, né le 29 avril 1994 à Galway, en Irlande, est un joueur international irlandais de rugby à XV qui joue au poste de demi de mêlée au Connacht en United Rugby Championship depuis 2014.

## Biographie

### Jeunesse et formation
Caolin Blade grandit à Monivea, un village du comté de Galway. Il fréquente l'Athenry Vocational School dans la ville voisine d'Athenry. Outre le rugby, Blade a également joué au football gaélique et au hurling dans les catégories de jeunes.
Blade débute le rugby dans le club local de Monivea, où son père et son frère ont également joué au poste de demi de mêlée. Il joue avec eux jusqu'en 2013, avant de rejoindre le club des Galwegians jouant en All-Ireland League. Il intègre ensuite l'académie du Connacht.

### Débuts professionnels
Ayant déjà joué pour l'équipe de deuxième niveau de la province, les Connacht Eagles, Caolin Blade rejoint l'académie du Connacht au début de la saison 2013-2014. Il joue pour les Eagles tout au long de l'année, puis a fait ses débuts pour l'équipe première lors du dernier match de la saison, le 10 mai 2014, entrant en jeu lors d'une défaite 45-20 contre les Ospreys,. Il s'agit de son seul match de la saison.
Au cours de sa deuxième saison, en 2014-2015. Caolin Blade joue plus régulièrement avec l'équipe première. Il a fait ses débuts européens lors d'un match de Challenge européen contre les Exeter Chiefs le 25 octobre 2015. Il est titulaire pour la première fois le 13 décembre 2014, lors d'un match contre l'Aviron bayonnais. Bien que l'entraîneur principal Pat Lam ait changé toute l'équipe de départ, le Connacht l'emporte tout de même 27 à 29, et Blade marque deux essais, ses premiers pour la province. Une semaine plus tard, il entre en jeu contre les rivaux irlandais du Leinster, sa seule apparition dans le Pro12 cette saison. Au total, Caolin Blade a fait une apparition en championnat et cinq en Challenge européen, soit six matchs joués,.

### Vainqueur du Pro12 en 2016
En janvier 2015, Caolin Blade signe son premier contrat professionnel avec le Connacht, un accord qui lui permet de rejoindre l'équipe senior avant la saison 2015-2016, jusqu'à l'été 2017. Il a fait sa première apparition de la saison lors d'un déplacement en Russie contre Enisey-STM, une équipe basée en Sibérie. Il joue treize matchs toutes compétitions confondues dont cinq titularisations et marque deux essais. Cette saison, son équipe se qualifie pour la première fois de son histoire en finale du Pro12, où elle affronte le Leinster. Caolin Blade n'est cependant pas sur la feuille de match sur cette rencontre, étant le troisième demi de mêlée dans la hiérarchie du Connacht, devancé par Kieran Marmion et John Cooney. Le Connacht s'impose 20 à 10 et remporte le tout premier trophée majeur de son histoire,.
Avec le départ de la province de Cooney vers l'Ulster à l'issue de la saison 2016-2017, Caolin Balde monte d'une place dans hiérarchie à son poste, après une saison convaincante et devient le principal concurrent de Marmion. Ainsi, à partir de la saison 2017-2018, Blade joue beaucoup plus et plus régulièrement, en alternant avec Marmion, et prend en importance. Son contrat est ainsi régulièrement renouvelé, preuve de son importance au Connacht,. Il réalise notamment une très bonne saison 2018-2019, lui permettant d'être convoqué pour la première fois de sa carrière en équipe d'Irlande pour le début du Tournoi des Six Nations 2019, profitant des absences sur blessure de John Cooney et Luke McGrath,. Il ne joue cependant aucun match durant la compétition.

### Débuts internationaux en 2021
En juin 2021, il est de nouveau sélectionné avec l'Irlande pour participer à des matchs amicaux contre le Japon et les États-Unis. Il connaît sa première cape le 10 juillet 2021, lorsqu'il entre en jeu à la 59e minute à la place de Craig Casey face aux Américains,.
En septembre 2022, il est sélectionné avec l'équipe Emerging Ireland (en) pour participer à plusieurs rencontres amicales en Afrique du Sud face aux Cheetahs, aux Griquas et aux Pumas. Il ne participe toutefois à aucune des trois rencontres.
Quelques mois plus tard, en janvier 2023, après plus de 160 matchs joués avec le Connacht, il prolonge son contrat de trois saisons, soit jusqu'en 2025-2026. Un mois plus tard, il est rappelé en sélection nationale pour pallier l'absence de Jamison Gibson-Park face à la France durant le Tournoi des Six Nations 2023. Il ne joue toutefois aucun match dans ce tournoi. De retour avec le Connacht, il se qualifie en quart de finale où les siens éliminent l'Ulster, avant d'être battus en demi-finale par les Stormers. Sa saison 2022-2023 est très prolifique sur le point statistique, il inscrit notamment deux triplés face aux Lions et contre Édimbourg,, portant son total à onze essais marqués en United Rugby Championship en seulement dix-sept rencontres.
Fin mai 2023, il est présélectionné dans un groupe de 42 joueurs pour préparer la Coupe du monde 2023 avec son pays,. Il n'est cependant pas appelé dans le groupe final de 33 joueurs participant au Mondial.

## Statistiques

### En province
| Saison         | Club           | Championnat               | Championnat | Championnat | Coupe d'Europe                    | Coupe d'Europe | Coupe d'Europe |
| Saison         | Club           | Compétition               | Matchs      | Essais      | Compétition                       | Matchs         | Essais         |
| -------------- | -------------- | ------------------------- | ----------- | ----------- | --------------------------------- | -------------- | -------------- |
| 2013-2014      | Connacht       | Pro12                     | 1           | -           | Coupe d'Europe                    | -              | -              |
| 2014-2015      | Connacht       | Pro12                     | 1           | -           | Challenge européen                | 5              | 2              |
| 2015-2016      | Connacht       | Pro12                     | 8           | 1           | Challenge européen                | 5              | 1              |
| 2016-2017      | Connacht       | Pro12                     | 19          | 2           | Coupe d'Europe                    | 5              | 1              |
| 2017-2018      | Connacht       | Pro14                     | 16          | 2           | Challenge européen                | 4              | -              |
| 2018-2019      | Connacht       | Pro14                     | 21          | 5           | Challenge européen                | 7              | -              |
| 2019-2020      | Connacht       | Pro14                     | 14          | 2           | Coupe d'Europe                    | 6              | 3              |
| 2020-2021      | Connacht       | Pro14+Pro14 Rainbow Cup   | 12+5        | 2+3         | Coupe d'Europe+Challenge européen | 1+2            | -              |
| 2021-2022      | Connacht       | United Rugby Championship | 12          | 2           | Coupe d'Europe                    | 6              | 2              |
| 2022-2023      | Connacht       | United Rugby Championship | 17          | 11          | Challenge Cup                     | 3              | -              |
| Total Connacht | Total Connacht | Total Connacht            | 126         | 30          | Coupes d'Europe                   | 44             | 9              |

### Internationales
Caolin Blade compte une 3 sélections en équipe d'Irlande. Il n'a pas marqué de points.
| Année | Compétition | Matchs | Points | Essais |
| ----- | ----------- | ------ | ------ | ------ |
| 2021  | Test matchs | 1      | 0      | 0      |
| Total | Total       | 1      | 0      | 0      |

## Palmarès
- Connacht
  - Vainqueur du Pro12 en 2016